# Scuola di polizia (franchise)

La squadra nel film Scuola di polizia 4 - Cittadini in... guardia (1987).

Scuola di polizia (Police Academy) è un media franchise statunitense, prodotto tra gli anni ottanta e novanta del XX secolo, di genere comico e d'azione. È composto da una serie cinematografica di sette film, una serie animata e una serie televisiva.
La vicenda segue le avventure di un gruppo di cadetti di un'accademia di polizia, nel loro addestramento e in seguito nelle loro missioni sul campo.

## Cinema
1. Scuola di polizia (Police Academy, 1984)
2. Scuola di polizia 2 - Prima missione (Police Academy 2: Their First Assignment, 1985)
3. Scuola di polizia 3 - Tutto da rifare (Police Academy 3: Back in Training, 1986)
4. Scuola di polizia 4 - Cittadini in... guardia (Police Academy 4: Citizens on Patrol, 1987)
5. Scuola di polizia 5 - Destinazione Miami (Police Academy 5: Assignment: Miami Beach, 1988)
6. Scuola di polizia 6 - La città è assediata (Police Academy 6: City Under Siege, 1989)
7. Scuola di polizia 7 - Missione a Mosca (Police Academy: Mission to Moscow, 1994)

## Serie televisive
Dalla serie cinematografica sono state tratte due serie televisive, una delle quali è una popolare serie animata:
- Scuola di polizia, serie animata del 1988, 2 stagioni per 65 episodi;
- Scuola di polizia, serie televisiva/spin-off del 1997, unica stagione per 26 episodi.

## Personaggi
- Carey Mahoney (Steve Guttenberg nei film; Ron Rubin nella serie animata): è il bello del gruppo, riferimento della squadra (presente nei primi 4 episodi della serie di film e nella serie animata);
- Nick Lassard (Matt McCoy): nipote del comandante Lassard, il suo personaggio riempie il vuoto lasciato da Mahoney (presente solo negli episodi 5 e 6 della serie di film);
- Moses Hightower (Bubba Smith nei film; Greg Morton nella serie animata): è il gigantesco nero, di poche parole, ma un riferimento per la sua grande forza (presente nei primi 6 episodi della serie di film, nella serie animata e nello spin-off);
- Eugene Tackleberry (David Graf nei film; Dan Hennessey nella serie animata): è il maniaco delle armi (presente in tutti e 7 gli episodi della serie di film, nella serie animata e nello spin-off televisivo);
- Larvell Jones (Michael Winslow presente in tutti 7 flm e nello spin-off; Greg Morton nella serie animata): è il nero, abile acrobata e karateka, capace di riprodurre qualsiasi suono o rumore con la bocca;
- Debbie Callahan: (Leslie Easterbrook nei film; Denise Pidgeon nella serie animata): è la bella bionda maggiorata che nel nome richiama Dirty Harry (presente in 6 episodi della serie di film, nella serie animata e nello spin-off televisivo, tranne che nel 2°film);
- Laverne Hooks (Marion Ramsey nei film; Denise Pidgeon nella serie animata): è la ragazzina di colore dalla voce flebile (presente nei primi 6 episodi della serie di film e nella serie animata);
- Zed McGlunk (Bob Goldthwait nei film; Dan Hennessey nella serie animata): è il più strampalato del gruppo (presente negli episodi 2, 3 e 4 della serie di film e nella serie animata, nel secondo episodio interpreta il cattivo mentre negli altri due e nel cartone diventa un poliziotto);
- Carl Sweetchuck (Tim Kazurinsky nei film; Howard Morris nella serie animata): è il bassino occhialuto un po' imbranato (presente negli episodi 2, 3 e 4 della serie di film e nella serie animata);
- Tommy "Casa" Conklin (Tab Thacker nei film; Don Francks nella serie animata): è il grasso nero, amico di Hightower e dotato di grande forza (presente negli episodi 4 e 5 della serie di film e nella serie animata).
- Comandante Eric Lassard (George Gaynes nei film; Tedd Dillon nella serie animata): è l'anziano e pittoresco capo della Polizia (presente in tutti e 7 gli episodi della serie di film, nella serie animata e nello spin-off televisivo);
- Capitano Thaddeus Harris (G. W. Bailey nei film; Len Carlson nella serie animata): è il nemico giurato dei cadetti, in particolare odia Mahoney e i due Lassard (presente negli episodi 1, 4, 5, 6 e 7 della serie di film e nella serie animata);
- Tenente Proctor (Lance Kinsey nei film; Don Francks nella serie animata): è il tirapiedi dei capitani Harris e Mauser (presente negli episodi 2, 3, 4, 5 e 6 della serie di film e nella serie animata).
- Capitano Mauser (Art Metrano nei film; Rex Hagon nella serie animata): è prima il capitano di un distretto in cui sono inviati i cadetti, poi il comandante di una scuola di polizia rivale, odia profondamente Mahoney (presente negli episodi 2 e 3 della serie di film, in sostituzione del capitano Harris, e nello spin-off televisivo). Nella serie animata, invece diventa sergente, col carattere generoso.

| Personaggi             | Film e serie             | Film e serie                                | Film e serie                                 | Film e serie                                         | Film e serie                                  | Film e serie                                    | Film e serie                                      | Film e serie                                | Film e serie                                     |
| Personaggi             | Scuola di polizia (1984) | Scuola di polizia 2 - Prima missione (1985) | Scuola di polizia 3 - Tutto da rifare (1986) | Scuola di polizia 4 - Cittadini in... guardia (1987) | Scuola di polizia (serie animata) (1988-1989) | Scuola di polizia 5 - Destinazione Miami (1988) | Scuola di polizia 6 - La città è assediata (1989) | Scuola di polizia - Missione a Mosca (1994) | Scuola di polizia (serie televisiva) (1997-1998) |
| ---------------------- | ------------------------ | ------------------------------------------- | -------------------------------------------- | ---------------------------------------------------- | --------------------------------------------- | ----------------------------------------------- | ------------------------------------------------- | ------------------------------------------- | ------------------------------------------------ |
| Carey Mahoney          | Steve Guttenberg         | Steve Guttenberg                            | Steve Guttenberg                             | Steve Guttenberg                                     | Ron Rubin                                     |                                                 |                                                   |                                             |                                                  |
| Larvell Jones          | Michael Winslow          | Michael Winslow                             | Michael Winslow                              | Michael Winslow                                      | Greg Morton                                   | Michael Winslow                                 | Michael Winslow                                   | Michael Winslow                             | Michael Winslow                                  |
| Moses Hightower        | Bubba Smith              | Bubba Smith                                 | Bubba Smith                                  | Bubba Smith                                          | Greg Morton                                   | Bubba Smith                                     | Bubba Smith                                       |                                             | Bubba Smith                                      |
| Eugene Tackleberry     | David Graf               | David Graf                                  | David Graf                                   | David Graf                                           | Dan Hennessey                                 | David Graf                                      | David Graf                                        | David Graf                                  | David Graf                                       |
| Laverne Hooks          | Marion Ramsey            | Marion Ramsey                               | Marion Ramsey                                | Marion Ramsey                                        | Denise Pidgeon                                | Marion Ramsey                                   |                                                   |                                             |                                                  |
| Debbie Callahan        | Leslie Easterbrook       |                                             | Leslie Easterbrook                           | Leslie Easterbrook                                   | Denise Pidgeon                                | Leslie Easterbrook                              | Leslie Easterbrook                                | Leslie Easterbrook                          | Leslie Easterbrook                               |
| Thaddeus Harris        | G. W. Bailey             |                                             |                                              | G. W. Bailey                                         | Len Carlson                                   | G. W. Bailey                                    | G. W. Bailey                                      | G. W. Bailey                                |                                                  |
| Eric Lassard           | George Gaynes            | George Gaynes                               | George Gaynes                                | George Gaynes                                        | Tedd Dillon                                   | George Gaynes                                   | George Gaynes                                     | George Gaynes                               | George Gaynes                                    |
| Carl Sweetchuck        |                          | Tim Kazurinsky                              | Tim Kazurinsky                               | Tim Kazurinsky                                       | Howard Morris                                 |                                                 |                                                   |                                             |                                                  |
| Zed                    |                          | Bob Goldthwait                              | Bob Goldthwait                               | Bob Goldthwait                                       | Dan Hennessey                                 |                                                 |                                                   |                                             |                                                  |
| Proctor                |                          | Lance Kinsey                                | Lance Kinsey                                 | Lance Kinsey                                         | Don Francks                                   | Lance Kinsey                                    | Lance Kinsey                                      |                                             |                                                  |
| Mauser                 |                          | Art Metrano                                 | Art Metrano                                  |                                                      | Rex Hagon                                     |                                                 |                                                   |                                             | Art Metrano                                      |
| Thomas "House" Conklin |                          |                                             |                                              | Tab Thacker                                          | Don Francks                                   | Tab Thacker                                     |                                                   |                                             |                                                  |
| Nick Lassard           |                          |                                             |                                              |                                                      |                                               | Matt McCoy                                      | Matt McCoy                                        |                                             |                                                  |
| Professore             |                          |                                             |                                              |                                                      | Howard Morris                                 |                                                 |                                                   |                                             |                                                  |

## Doppiaggio
| Carey Mahoney            | Steve Guttenberg   | Claudio Capone                                                                                          | Ivo De Palma        |  |  |  |
| Nick Lassard             | Matt McCoy         | Claudio Capone                                                                                          |                     |  |  |  |
| Larvell Jones            | Michael Winslow    | Giuliano Santi 1°-3° e 5°-6° film, Loris Loddi 4° film, Gianluca Tusco 7° film, Claudio Capone serie TV | Massimiliano Lotti  |  |  |  |
| Carl Sweetchuck          | Tim Kazurinsky     | Oreste Lionello 2° film, Sergio Di Giulio 3° e 4° film                                                  | Antonello Governale |  |  |  |
| Zed                      | Bobcat Goldthwait  | Leo Gullotta 2° e 4° film, Renato Cortesi 3° film                                                       | Enrico Maggi        |  |  |  |
| Moses Hightower          | Bubba Smith        | Massimo Foschi 1°-2° film, Gianni Bertoncin 3°-6° film, Diego Reggente serie TV                         | Paolo Marchese      |  |  |  |
| Eugene Tackleberry       | David Graf         | Luca Biagini 1°-2° film, Massimo Cinque 3°-7° film                                                      | Luca Semeraro       |  |  |  |
| Thomas 'House' Conklin   | Tab Thacker        | ? | Tony Fuochi         |  |  |  |
| Larverne Hooks           | Marion Ramsey      | Annarosa Garatti 1° film, Emanuela Giordano 2° film, Angiolina Quinterno 6° film                        | Graziella Porta     |  |  |  |
| Debbie Callahan          | Leslie Easterbrook | Roberta Greganti 1° film, Angiolina Quinterno 3° film, Melina Martello 4°-7° film                       | Roberta Gallina     |  |  |  |
| Capitano Thaddeus Harris | G. W. Bailey       | Oreste Rizzini 1° e 7° film, Marcello Tusco 4°-6° film                                                  | Giovanni Battezzato |  |  |  |
| Tenente Proctor          | Lance Kinsey       | Renato Cortesi 2° film, Mario Cordova 3°-5° film, Sergio Di Giulio 6° film                              | Sergio Romanò       |  |  |  |
| Comandante Eric Lassard  | George Gaynes      | Mario Feliciani 1° film Carlo Baccarini 2°-3° e 5°-6° film, Luciano Melani 4° e 7° film                 | Umberto Tabarelli   |  |  |  |
| Capitano Mauser          | Art Metrano        | Stefano De Sando 2° film Gianni Bonagura 3° film                                                        | Roberto Colombo     |  |  |  |